# Charlie McDermott
Charlie McDermott (West Chester, Pensilvania; 6 de abril de 1990) es un actor de cine y televisión estadounidense.
Desde 2004 ha trabajado en numerosas series de televisión, tales como The Office, Private Practice y The Middle. A los 16 años se mudó a Los Ángeles. Sus películas más importantes han sido Disappearances y Frozen River. En 2008 recibió una nominación para el Independent Spirit Award, como mejor actor de reparto en Frozen River. Interpretó el papel de Axl Heck en la sitcom The Middle, de 2009 a 2018.
Viene de una familia conformada por tres hermanos y sus dos padres. Cuenta que su familia es una gran inspiración para él, todos le han ayudado en las buenas y en las malas.

## Filmografía
| Año         | Película                 | Papel               | Notas                                                                |
| ----------- | ------------------------ | ------------------- | -------------------------------------------------------------------- |
| 2004        | The Village              | Niño de 10 años     |                                                                      |
| 2005        | Keeping Up with the Kids | Sneaky              | Cortometraje (4 minutos)                                             |
| 2006        | Disappearances           | Wild Bill Bonhomme  |                                                                      |
| 2007        | The Ten                  | Jake Johnson        |                                                                      |
| 2007        | All Along                | Tom Harrison        |                                                                      |
| 2008        | Holy Sapien              | Phineas             | Cortometraje (25 minutos)                                            |
| 2008        | Frozen River             | Troy J. 'T.J.' Eddy | Nominado para un Independent Spirit Award por mejor actor de reparto |
| 2008        | Sex Drive                | Andy                |                                                                      |
| 2010        | Hot Tub Time Machine     | Chaz                |                                                                      |
| 2010        | Prep School              | Collin Craig        | En producción                                                        |
| 2010        | Bond of Silence          | Ryan Aldridge       |                                                                      |
| 2015        | Middle School Cupid 2    | Esteban Lárraga     |                                                                      |
| 2009 - 2018 | The Middle               | Axl Heck            |                                                                      |
| 2018        | Familia al Instante      | Stewart             |                                                                      |
| 2019        | Countdown                | Nurse Scott         |                                                                      |

## Premios
| Año  | Premio                     | Categoría              | Papel                               | Resultado |
| ---- | -------------------------- | ---------------------- | ----------------------------------- | --------- |
| 2008 | Premios Independent Spirit | Mejor actor de reparto | Troy J. 'T.J.' Eddy in Frozen River | Nominado  |